# Festival Premières
 (juillet 2014).
Si vous disposez d'ouvrages ou d'articles de référence ou si vous connaissez des sites web de qualité traitant du thème abordé ici, merci de compléter l'article en donnant les références utiles à sa vérifiabilité et en les liant à la section « Notes et références ».
Premières est un festival lancé à Strasbourg en 2005, à l'initiative du Maillon et du Théâtre national de Strasbourg (TNS), qui accueille de jeunes metteurs en scène européens juste sortis d'école ou au tout début de leur parcours professionnel. Les pièces sont représentées pour la quasi-totalité en langue originale, sur-titrée en français et en allemand. Premières a lieu chaque année en juin, alternativement à Strasbourg et à Karlsruhe depuis 2013, et les pièces s'accompagnent de plusieurs événements musicaux et réflexifs parallèles. Chaque année, environ 3000 spectateurs assistent aux représentations.

## Création
La première édition du festival Premières se tient du 26 au 29 mai 2005.
L'objectif affiché de ce nouveau festival est d'une part de faire découvrir au public de jeunes metteurs en scène européens, et d'autre part d'ouvrir des perspectives internationales à de jeunes artistes entrant dans le métier. Son élément déclencheur est l'ouverture en 2001 d'une section de mise en scène/dramaturgie à l'école supérieure d'art dramatique de Strasbourg, poussant à s'interroger sur l'état de la formation dans les autres écoles de théâtre européennes.
Cette première édition est composée de sept spectacles (toutes de premières mises en scène), de quatre performances "insolites", et de quelques autres événements artistiques, réflexifs ou festifs, dont notamment des tables rondes sur la question : "Enseigner la mise en scène ?", animées par Georges Banu, avec l'intervention des responsables pédagogiques des écoles de théâtre formant à la mise en scène invitées à Premières.

## Évolution

### Deuxième édition (2006)
La deuxième édition s'est tenue du 1er au 4 juin 2006, avec la représentation de dix pièces.

### Troisième édition (2007)
La troisième édition s'est tenue du 14 au 17 juin 2007, avec la représentation de onze pièces. À cette occasion ont été mis en place les "brunch-rencontres", pour faire se rencontrer les spectateurs et les artistes autour d'une même table.

### Quatrième édition (2008)
La quatrième édition s'est tenue du 5 au 8 juin 2008, avec la représentation de dix pièces. Pour la première fois, des élèves de l'école du TNS y ont participé, avec deux spectacles de fin d'étude.

### Cinquième édition (2009)
La cinquième édition s'est tenue du 4 au 7 juin 2009, avec la représentation de dix pièces. Cette édition s'est faite avec Julie Brochen à la direction du TNS, à la place de Stéphane Braunschweig, qui était l'un des deux initiateurs de Premières.

### Sixième édition (2010)
La sixième édition s'est tenue du 2 au 6 juin 2010, avec la représentation de dix pièces. Lors de cette édition, la durée du festival a été allongée, passant de quatre à cinq jours, et le "brunch-rencontre" a été remplacé par une rencontre professionnelle entre des metteurs en scène de l'édition actuelle et des éditions précédentes.

### L'édition 2011 annulée
Faute de moyens, l'édition 2011 de Premières, qui devait se tenir du 2 au 5 juin a été annulée. Ainsi, Julie Brochen a affirmé : « Plutôt que de proposer un demi-festival, nous avons décidé de surseoir à cette édition pour que le festival "Premières" reprenne sa légitimité et sa force en 2012 ».

### Septième édition (2012)
La septième édition s'est tenue du 7 au 10 juin 2012, avec la représentation de neuf pièces. Cette édition voit la mise en place d'un site officiel au nom du festival.

### Huitième édition (2013)
La huitième édition constitue un tournant puisqu'elle marque l'adhésion du Badisches Staatstheater Karlsruhe à Premières et la décision d'organiser le festival alternativement chaque année à Strasbourg et à Karlsruhe, l'ancrant ainsi au cœur de l'espace du Rhin Supérieur, et au cœur de l'Europe. Cette édition s'est donc tenue du 6 au 9 juin 2013 à Karlsruhe, avec la représentation de dix pièces.

### Neuvième édition (2014)
La neuvième édition s'est tenue du 5 au 8 juin 2014, de nouveau à Strasbourg, avec la représentation de neuf pièces.

## Un "accélérateur de carrières internationales"?
La responsable de la programmation de Premières se réjouit que ce festival soit un « accélérateur de carrière internationale » pour les jeunes metteurs en scène y participant. En effet, le festival est fréquenté par une cinquantaine de programmateurs de grands théâtres européens.

### Tremplin vers d'autres festivals

#### Festivals français
Plusieurs metteurs en scène des précédentes éditions de Premières ont été programmés à l'édition 2014 du Festival d'Avignon, comme le Français Matthieu Roy (Premières 2009), le Belge Fabrice Murgia (2010), l'Allemand Antú Romero Nunes (2008) ou la Roumaine Gianina Carbunariu (2007).

#### Autres festivals
En août 2013, le Français Matthieu Roy (Premières 2009) a dirigé la pièce Prodiges® commandée à Mariette Navarro (issue de sa promotion de l'école du TNS, section dramaturgie) au Fringe Festival d'Édimbourg, traduite en anglais par l'institut français d'Écosse pour l'occasion,.

### Prix et distinctions
- En 2010, l'Allemand Antú Romero Nunes (Premières 2008) obtient le titre du meilleur jeune metteur en scène de la revue "Theater heute"[17]